# El Milano
El Milano es un municipio y localidad española de la provincia de Salamanca, en la comunidad autónoma de Castilla y León. Se integra dentro de la comarca de Vitigudino y la subcomarca de La Ramajería. Pertenece al partido judicial de Vitigudino.
Su término municipal está formado por un solo núcleo de población, ocupa una superficie total de 22,66 km² y según los datos demográficos recogidos en el padrón municipal elaborado por el INE en el año 2017, cuenta con una población de 122 habitantes.

## Geografía
El municipio está situado en la Comarca de Vitigudino, limita al norte con Cerezal de Peñahorcada y La Zarza de Pumareda, al este con Cabeza del Caballo, al sur con Villasbuenas y al oeste con Barruecopardo. Dista 83 km de la capital y 17 km de Vitigudino.

### Clima
| Parámetros climáticos promedio de pluviometría media mensual (mm) en El Milano | Parámetros climáticos promedio de pluviometría media mensual (mm) en El Milano | Parámetros climáticos promedio de pluviometría media mensual (mm) en El Milano | Parámetros climáticos promedio de pluviometría media mensual (mm) en El Milano | Parámetros climáticos promedio de pluviometría media mensual (mm) en El Milano | Parámetros climáticos promedio de pluviometría media mensual (mm) en El Milano | Parámetros climáticos promedio de pluviometría media mensual (mm) en El Milano | Parámetros climáticos promedio de pluviometría media mensual (mm) en El Milano | Parámetros climáticos promedio de pluviometría media mensual (mm) en El Milano | Parámetros climáticos promedio de pluviometría media mensual (mm) en El Milano | Parámetros climáticos promedio de pluviometría media mensual (mm) en El Milano | Parámetros climáticos promedio de pluviometría media mensual (mm) en El Milano | Parámetros climáticos promedio de pluviometría media mensual (mm) en El Milano | Parámetros climáticos promedio de pluviometría media mensual (mm) en El Milano |
| Mes                                                                            | Ene.                                                                           | Feb.                                                                           | Mar.                                                                           | Abr.                                                                           | May.                                                                           | Jun.                                                                           | Jul.                                                                           | Ago.                                                                           | Sep.                                                                           | Oct.                                                                           | Nov.                                                                           | Dic.                                                                           | Anual                                                                          |
| ------------------------------------------------------------------------------ | ------------------------------------------------------------------------------ | ------------------------------------------------------------------------------ | ------------------------------------------------------------------------------ | ------------------------------------------------------------------------------ | ------------------------------------------------------------------------------ | ------------------------------------------------------------------------------ | ------------------------------------------------------------------------------ | ------------------------------------------------------------------------------ | ------------------------------------------------------------------------------ | ------------------------------------------------------------------------------ | ------------------------------------------------------------------------------ | ------------------------------------------------------------------------------ | ------------------------------------------------------------------------------ |
| Precipitación total (mm)                                                       | 94.60                                                                          | 72.80                                                                          | 46.30                                                                          | 61.80                                                                          | 72.30                                                                          | 35.20                                                                          | 17.80                                                                          | 19.70                                                                          | 38.30                                                                          | 86.90                                                                          | 92.10                                                                          | 82.30                                                                          | 720.20                                                                         |
| Fuente: Ministerio de Agricultura, Alimentación y Medio Ambiente.              |                                                                                |                                                                                |                                                                                |                                                                                |                                                                                |                                                                                |                                                                                |                                                                                |                                                                                |                                                                                |                                                                                |                                                                                |                                                                                |

## Símbolos

### Escudo
El escudo heráldico que representa al municipio fue aprobado el 26 de septiembre de 2007 con el siguiente blasón:

«Escudo cortado. 1.º en campo de plata, milano volando de sable. 2.º de oro, dos hojas de roble de sinople, puestas en aspa, al timbre Corona Real Cerrada»
Boletín Oficial de Castilla y León nº 201 de 16 de octubre de 2007

### Bandera
La bandera municipal fue aprobada también el 26 de septiembre de 2007 con la siguiente descripción textual:

«Bandera rectangular de proporciones 2:3, formada por dos franjas verticales iguales, blanca con la cabeza de un milano negro la del asta y amarilla la del batiente»
Boletín Oficial de Castilla y León nº 201 de 16 de octubre de 2007

## Historia
La fundación de El Milano se remonta a la Edad Media, obedeciendo a las repoblaciones efectuadas por los reyes leoneses, quedando encuadrado dentro del Alfoz de Ledesma tras la creación de este por el rey Fernando II de León en el siglo XII. 
Con la división territorial de España de 1833 en la que se crean las actuales provincias, El Milano queda encuadrado dentro de la Región Leonesa, formada por las provincias de León, Zamora y Salamanca, de carácter meramente clasificatorio, sin operatividad administrativa, que a grandes rasgos vendría a recoger la antigua demarcación del Reino de León (sin Galicia ni Asturias ni Extremadura).

## Demografía
El Milano cuenta con una población de 88 habitantes (INE 2024).
| Gráfica de evolución demográfica de El Milano entre 1842 y 2021 |
| |
| Población de derecho según los censos de población del INE Población de hecho según los censos de población del INEEn estos censos se denominaba Milano: 1842, 1857, 1860, 1877, 1887, 1897, 1900, 1910, 1920, 1930, 1940, 1950, 1960, 1970, 1981 y 1991 |

Según el Instituto Nacional de Estadística, El Milano tenía, a 1 de enero de 2021, una población total de 99 habitantes, de los cuales 60 eran hombres y 39 mujeres. Respecto al año 2000, el censo reflejaba 178 habitantes, de los cuales 95 eran hombres y 83 mujeres. Por lo tanto, la pérdida de población en el municipio para el periodo 2000-2021 ha sido de 79 habitantes, un 44% de descenso.

## Economía
La concentración parcelaria, actualmente se encuentra en fase finalizada habiéndose publicado con fecha 1 de octubre de 2005: el perímentro de la zona de concentración parcelaria afecta a una superficie de 2394 hectáreas, aportadas por 334 propietarios, en 6629 parcelas. Se han atribuido 588 fincas de reemplazo.

## Monumentos y lugares de interés
Iglesia parroquial de Nuestra Señora de la Purificación

## Cultura
Comer hornazo el Domingo de Pascua (Domingo de Resurrección, Semana Santa) en La Peña Gorda.

### Fiestas locales
Las fiestas son el 13 y el 14 de junio en honor a San Antonio.

## Administración y política

### Gobierno municipal
| Partido político                         | 2023  | 2023  | 2023       | 2019  | 2019  | 2019       | 2015  | 2015  | 2015       | 2011  | 2011  | 2011       | 2007  | 2007  | 2007       | 2003  | 2003  | 2003       |
| Partido político                         | %     | Votos | Concejales | %     | Votos | Concejales | %     | Votos | Concejales | %     | Votos | Concejales | %     | Votos | Concejales | %     | Votos | Concejales |
| Partido Popular (PP)                     | 75,61 | 31    | 3          | 81,43 | 57    | 5          | 79,49 | 62    | 5          | 47,42 | 46    | 3          | 61,62 | 61    | 4          | 66,67 | 46    | 1          |
| Partido Socialista Obrero Español (PSOE) | 24,39 | 10    | 0          | 11,43 | 8     | 0          | 12,82 | 10    | 0          | 46,39 | 45    | 2          | 40,40 | 40    | 1          | 24,64 | 17    | 0          |

El alcalde de El Milano no recibe ningún tipo de prestación económica por su trabajo al frente del ayuntamiento (2017).

### Elecciones autonómicas
| Partido político                              | 2022  | 2022  | 2019  | 2019  | 2015  | 2015  | 2011  | 2011 | 2007  | 2007 | 2003  | 2003 | 1999  | 1999 | 1991  | 1991 | 1987  | 1987 | 1983  | 1983 |
| Partido político                              | Votos | %     | Votos | %     | Votos | %     | Votos | %    | Votos | %    | Votos | %    | Votos | %    | Votos | %    | Votos | %    | Votos | %    |
| Partido Popular (PP)                          | 27    | 46,55 | 44    | 62,86 | 49    | 67,12 | —     | —    | —     | —    | —     | —    | —     | —    | —     | —    | —     | —    | —     | —    |
| Partido Socialista Obrero Español (PSOE)      | 15    | 25,86 | 14    | 20,00 | 16    | 21,92 | —     | —    | —     | —    | —     | —    | —     | —    | —     | —    | —     | —    | —     | —    |
| Vox                                           | 9     | 15,52 | 2     | 2,86  | 0     | 0,00  | —     | —    | —     | —    | —     | —    | —     | —    | —     | —    | —     | —    | —     | —    |
| Ciudadanos (Cs)                               | 3     | 5,17  | 8     | 11,43 | 6     | 8,22  | —     | —    | —     | —    | —     | —    | —     | —    | —     | —    | —     | —    | —     | —    |
| Unión del Pueblo Leonés (UPL)                 | 1     | 1,72  | 0     | 0,00  | —     | —     | —     | —    | —     | —    | —     | —    | —     | —    | —     | —    | —     | —    | —     | —    |
| Partido Regionalista del País Leonés (PREPAL) | 0     | 0,00  | 1     | 1,43  | 1     | 1,37  | —     | —    | —     | —    | —     | —    | —     | —    | —     | —    | —     | —    | —     | —    |